# Minoa (Amorgos)

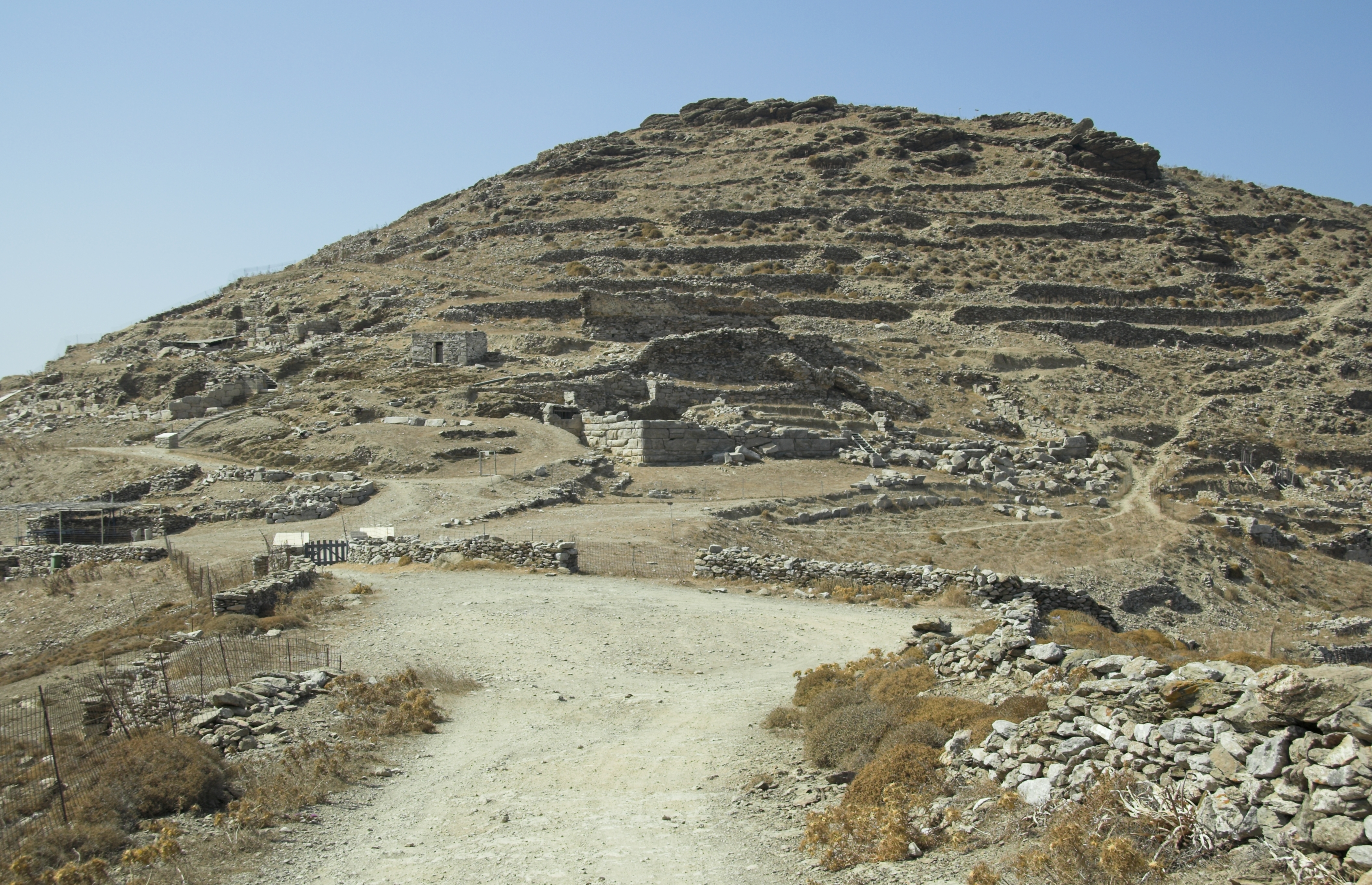
Archäologische Stätte Minoa auf Amorgos, Gesamtansicht.

Die Ausgrabungsstätte des antiken Ortes Minoa (altgriechisch Μινώα (f. sg.)) liegt auf einem Berg oberhalb des Hafens Katapola der griechischen Insel Amorgos.
Zu sehen sind Ruinen der Häuser und der Stadtmauer aus geometrischen Epoche sowie des Tempels aus römischer Zeit. Auf dem Gipfel, inmitten des ehemaligen Stadtgebietes, befindet sich das einstige, über 5000 Jahre alte Heiligtum. Von diesem sind lediglich noch die Grundmauern eines etwa 2,5 m × 4 m großen Gebäudes zu erkennen. Es bietet sich ein imposanter Blick über den Hafen, die Küste und die Ruinen.
Da der Ort touristisch wenig erschlossen ist, kann man ihn derzeit nur auf eigene Faust besuchen. 